# Universidade Murdoch
A Universidade Murdoch (em inglês: Murdoch University) é uma universidade localizada em Perth, Austrália Ocidental, Austrália. Foi fundada em 1975.